# Belgia na Zimowych Igrzyskach Olimpijskich 2002
Belgię na Zimowych Igrzyskach Olimpijskich 2002 reprezentowało 6 zawodników.

## Skład kadry

### Łyżwiarstwo figurowe
Mężczyźni
- Kevin Van Der Perren – 12. miejsce

### Łyżwiarstwo szybkie
Mężczyźni
- Bart Veldkamp
  - 5000 m – 8. miejsce
  - 10000 m – 9. miejsce

### Short track
Mężczyźni
- Wim De Deyne
  - 500 m – 7. miejsce
  - 1500 m – 11. miejsce

- Simon Van Vossel
  - 500 m – 13. miejsce
  - 1500 m – nie ukończył

- Pieter Gysel
  - 1000 m – 24. miejsce
  - 1500 m – 21. miejsce

- Wim De Deyne
Simon Van Vossel
Pieter Gysel
Ward Janssens
  - Sztafeta 4 × 5000 m – 7. miejsce